# Zipang
Zipang（ジパング）は、日本のロックバンド。X JAPANを彷彿とさせるような、様式美のある美しくも激しいハードロック・ヘヴィメタル。そして葵のソウルフルかつ切なくスイートな歌声が特徴。
よく言われる一般的なヴィジュアル系という括り以上に、本格的なロックバンドであった。

## 来歴
1998年、当時ILLUSIAで活動していた葵とShiny Shinyで活動していたIC･DAI・Ken2が、同時期のバンド解散をきっかけにZipangの元になるバンド"Pure"を結成。当時のサポートメンバーはギタリストGRIF(ALBINO FRAISE)とベーシストSEIGO(d.p.s)であった。
1999年7月、"P.U.A"とバンド名を変え(読みは同じ)ワンマンライブを行うタイミングでGRIFが正式メンバーとして加入、ベーシストはHideakiが加入。
その後間もなく"Pjuer"(読みは同じ)という表記に変更となる。この時期に所属事務所が数回変わったことによるものと思われる。Pure・P.U.Aのときはポップ色が強かったが、Pjuerの頃次第にハードロック・メタル色が濃くなり、2000年2月11日より"Zipang"へ正式に名称変更。
2001年4月20日、ファンクラブ「Chocolat」限定イベントが市川CLUB GIO(現在閉店)で行われた。
様々なメディア等に露出が増えていく反面、メンバー達にはかなりの重圧があったようで、
このファンクラブイベントの数日後、所属事務所との方向性の違いにより葵が最初にバンドを脱退。その後1週間程度でメンバーが次々と脱退。Zipangはラストライブという宣言もないまま空中分解となってしまう。
あまりにも突然の解散となってしまったバンドであるが、強烈なインパクトを残すこととなった。
2023年1月20日、長い沈黙を破りドラマーKen2のバースデーイベント「Ken2王国祭」にて1日限りのセッションバンドとして復活する。この日オリジナルメンバーは葵とKen2のみであった。
続いて2023年4月8日、Zipang’23という名の下にZipangが再始動するという発表があり、実に22年ぶりのワンマンLIVEが2023年6月26日、吉祥寺SHUFFLEにて開催されることとなった。
オリジナルメンバーは葵とKen2、ゲストメンバーには2000年同時期に活動していた SUNAO (T.M.Revolution, abingdon boys school)、Row-Kun (ex.KING, ex.Lapis Lazuli)、そして寺沢リョータ (MADBEAVERS, Celebration DAZE)が加わった。

## 概要
当時SHOXXの巻頭20Pというあり得ないほどの大々的広告や、L.A.に数週間滞在をして有名スタジオでのレコーディング、深夜の音楽番組「SPARK」でも大特集をされていたこと、全国ツアーをフェラーリとポルシェに乗って豪快にライブハウスまで乗り付けてまわったり、と逸話は数知れず。規格外ながらもエンターテインメントとして非常によく出来ていたバンドであった。
Zipangが結成当時に掲げた言葉として
2000年2月11日Zipangは誕生した。

ZipangリーダーとしてIC･DAIは表明した。

1.すべてはアルバムで表明する。

2.そしてLiveですべて再現する。

彼らZipangのメンバーは、単純だが最も苦しい道を選んだ。
バンドでなければ創り出せないであろう”音”
Rockを愛していなければ持てないであろう”魂”
日本に生まれなければ表現出来ないであろう”美”
ピュアでなければ響かないであろう”詞”
上記4つの言葉を英語にした”Music””Soul””Beauty””Message”、これはアルバム「太政奉還」収録曲「Sister」の曲中の台詞にもあるように、彼らのテーマだったようだ。

## メンバー
- 葵（あおい、6月6日 - ）：ボーカル
- GRIF（ぐりふ、12月22日 - ）：ギター
- IC･DAI（あいしーだい、不詳 - ）：ピアノ・ギター
- Malle（まる、不詳 - ）：ベース
- Ken2（けんけん、1月20日 - ）：ドラム

## 元メンバー
- Hideaki（ひであき、不詳 - ）：ベース

## Zipang'23メンバー(ゲストメンバー含む)
- KONDO AOI.(近藤葵)（こんどうあおい、6月6日 - ）：ボーカル
- Ken2（けんけん、1月20日 - ）：ドラム
- SUNAO（すなお、4月28日 - ）：ギター (ゲストメンバー)
- Row-Kun（ろうくん、8月26日 - ）：ギター (ゲストメンバー)
- 寺沢リョータ（てらさわりょーた、8月29日 - ）：ベース (ゲストメンバー)

## ディスコグラフィ
| 発売日        | タイトル | 収録曲 |
| ------------- | -------- | --- |
| 2000年9月15日 | 急遽発売 | 1. Angels 堕天使族 2. Zanadu ~Dear Amadeus~ 夕映恋曲 3. All by myself 唯我独尊 4. M's Lovesong ~断章・天照~ |

| 発売日        | タイトル      | 収録曲                                                                                                |
| ------------- | ------------- | --- |
| 2000年10月4日 | 神韻楽派(VHS) | 1. <Opening SE> Brother 2. All by myself 3. Angels 4. Alone 5. Girl3 Girls 6. <Ending message> Sister |

| 発売日        | タイトル | 収録曲 |
| ------------- | -------- | --- |
| 2000年11月1日 | 太政奉還 | 1. <Opening SE> Brother 2. 3rd Attack 3. Zanadu ~Dear Amadeus~ 4. INcubus 5. Angels 6. No fear 無敵復活 7. Atomic D 8. Alone 9. M's Love Song ~断章・天照~ 10. All by myself 11. <Ending message> Sister 12. <Epilogue> Sent of restoration |